# 恒星月
恆星月是指月球對於一顆恆星來説的自轉週期。如果月球上某一點，本來面向著遙遠的一顆恆星，在經過一段時間後，這一點指向同一恆星，這一週期就稱爲恆星月。一個朔望月有29.53天，而一個恆星月就有27.322天，或是27天7小時43分11.51秒（約為{\displaystyle 27{\frac {18}{56}}}天）。在天文學中，有三種主要的旋轉週期：天（太陽—地球）、恆星月（月球—地球—恆星）、年（太陽—地球—恆星）